# Monnaie de San Francisco
Pour les articles homonymes, voir Hôtel des Monnaies.
L'Hôtel des monnaies de San Francisco (en anglais « San Francisco Mint ») est l'une des succursales de l'United States Mint. Il fut ouvert en 1854, en pleine ruée vers l'or en Californie, afin de transformer l'or découvert en pièces officielles des États-Unis. Aujourd'hui, sa production se limite essentiellement à la frappe de pièces de prestige et des « jeux de monnaie » (Sets) soignés à l'intention des collectionneurs.

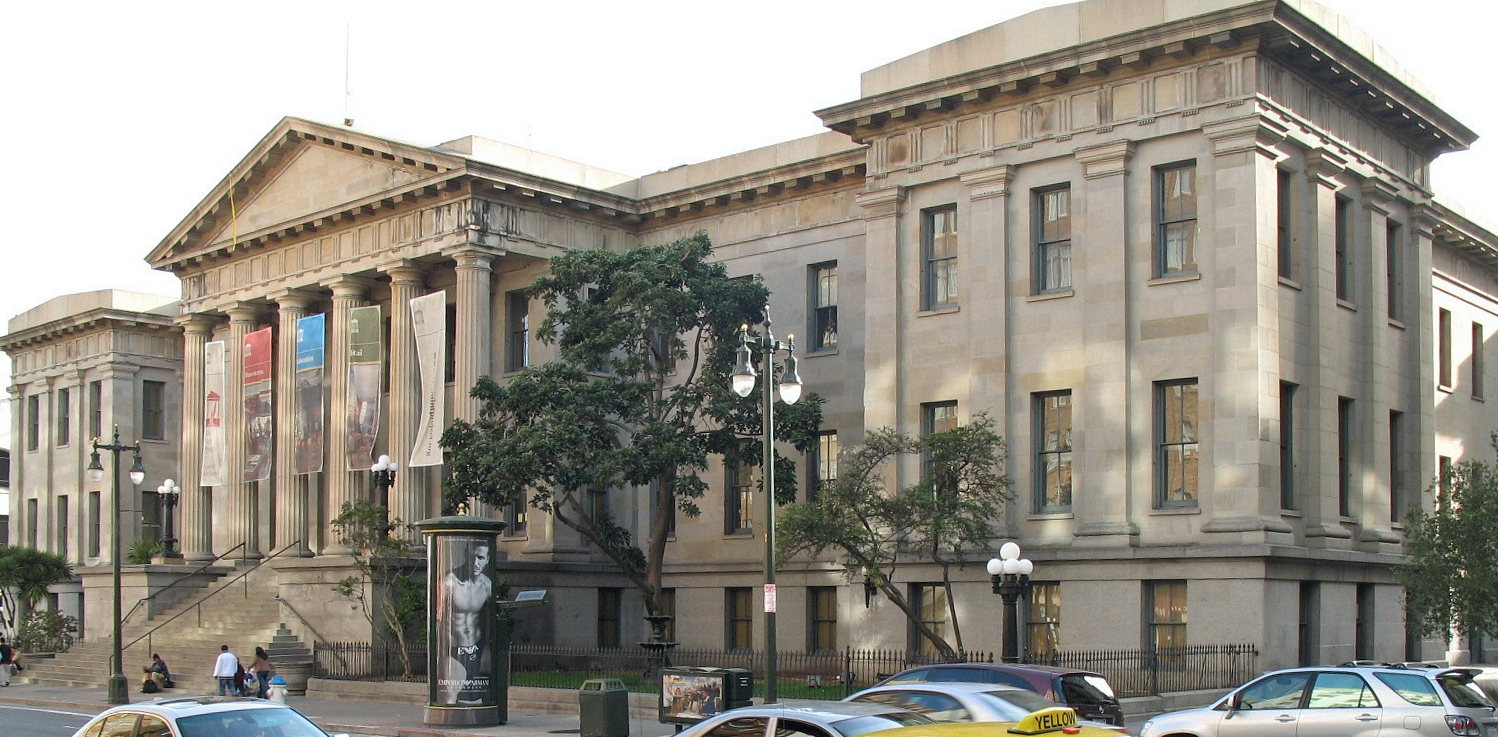
Hôtel des monnaies de San Francisco en 2008